# Свертушка сіроголова
Све́ртушка сіроголова (Castanozoster thoracicus) — вид горобцеподібних птахів родини саякових (Thraupidae). Ендемік Бразилії. Це єдиний представник монотипового роду Сіроголова свертушка (Castanozoster).

## Таксономія
Традиційно сіроголову свертушку відносили до роду Свертушка (Poospiza). Однак молекулярно-філогенетичне дослідження, результати якого були опубліковані у 2014 році, показало, що рід Poospiza був поліфілітичним. За результатами подальшої реорганізації сіроголову свертушку було переведено до новоствореного монотипового роду Castanozoster. Наукова назва роду Castanozoster походить від сполучення слів дав.-гр. καστανό — каштановий і ζωστήρ — пояс.

## Опис
Довжина птаха становить 15,5 см. Верхня частина тіла сіра, нижня частина тіла білувата. Боки каштанові, на грудях широка каштанова смуга. Під очима білі плями, на крилах білі смужки.

## Поширення і екологія
Сіроголові свертушки мешкають на південно-східному узбережжі Бразилії, від Ріо-де-Жанейро і південного Мінас-Жерайсу до півночі штату Ріу-Гранді-ду-Сул. Вони живуть у вологих атлантичних лісах, зокрема в лісах бразильської араукарії. Зустрічаються парами або невеликими зграйками, на висоті від 800 до 2100 м над рівнем моря. Іноді приєднуються до змішаних зграй птаахів. 